# Casinetto Petitot
Il Casinetto Petitot, conosciuto semplicemente come Petitot, è un piccolo edificio dalle forme neoclassiche, situato al centro di piazzale Risorgimento a Parma. È considerato uno dei primi caffè italiani.

## Storia

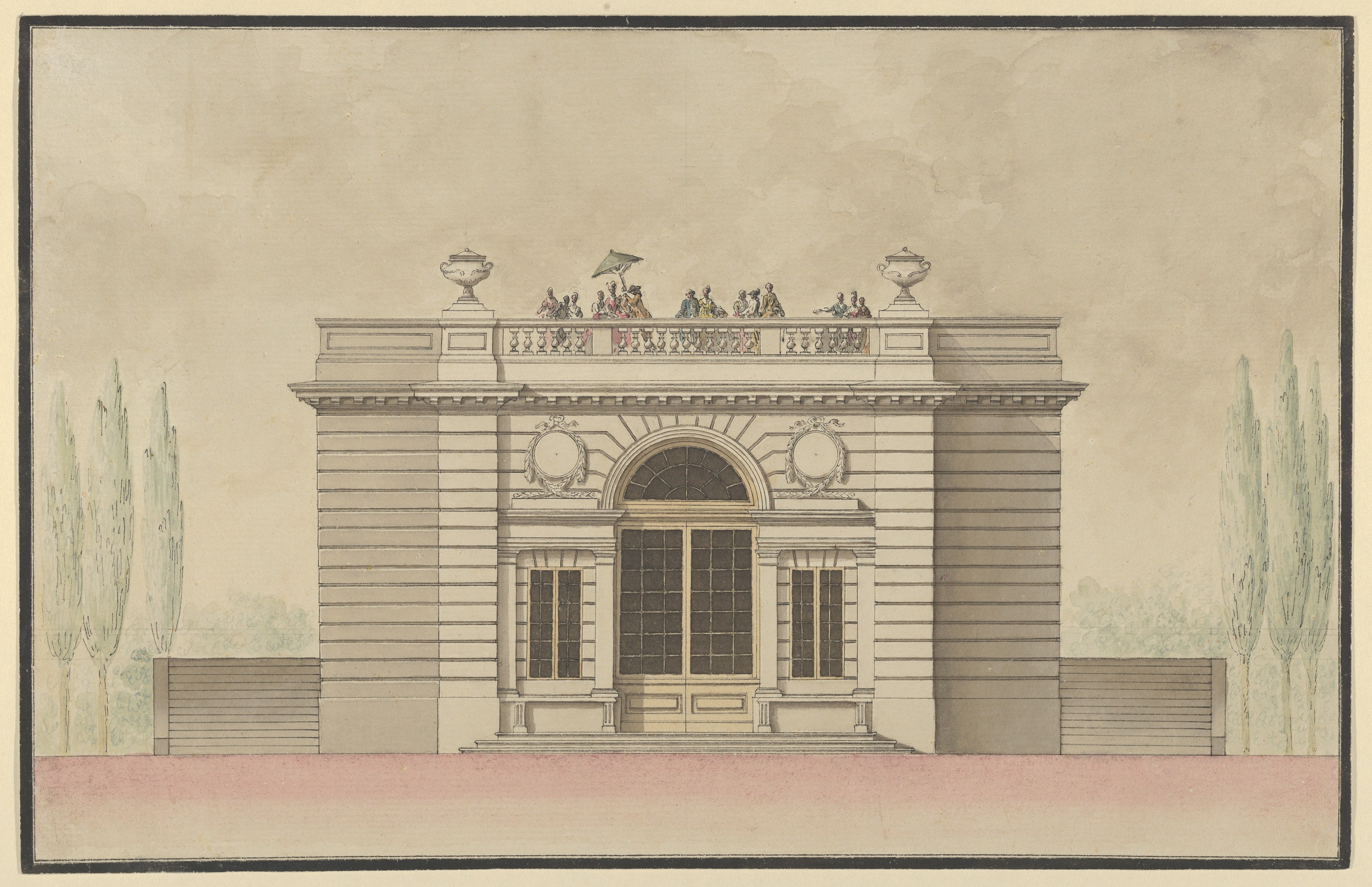
Disegno della facciata del casinetto, eseguito da Ennemond Alexandre Petitot.

Nel 1759 il primo ministro ducale Guillaume du Tillot incaricò l'architetto di corte Ennemond Alexandre Petitot del progetto di un grande viale alberato a sud del centro cittadino, con l'intento di crearvi un elegante boulevard destinato al passeggio pubblico, su modello delle grandi capitali europee. All'estremità orientale, su un angolo delle mura allora esistenti, lo Stradone sarebbe dovuto terminare con un raffinato caffè, scenograficamente collocato in posizione rialzata rispetto al viale. Il piccolo edificio doveva costituire un luogo di ritrovo non solo per i nobili e gli alti borghesi, ma anche per gli intellettuali dell'epoca, proprio nel momento in cui in Europa iniziavano a diffondersi i primi ideali illuministici. Grazie alla sua posizione elevata, inoltre, doveva fungere da belvedere, poiché dal terrazzo posto in sommità si poteva godere del panorama sia della città sia della campagna circostante.
La sua costruzione, interamente finanziata dal duca Filippo di Borbone, ebbe inizio il 22 ottobre del 1762 quando già era stato avviato il tracciamento del grande viale, che venne inaugurato unitamente al casinetto alla presenza del Duca il 24 giugno 1766, durante la notte di san Giovanni.
Attualmente il casino sorge al centro del trafficato piazzale Risorgimento e, seppur non più adibito da decenni a caffè, è ancora sede di vari circoli; nel 2019 fu affidato in gestione all'associazione Mind for Music.

## Descrizione

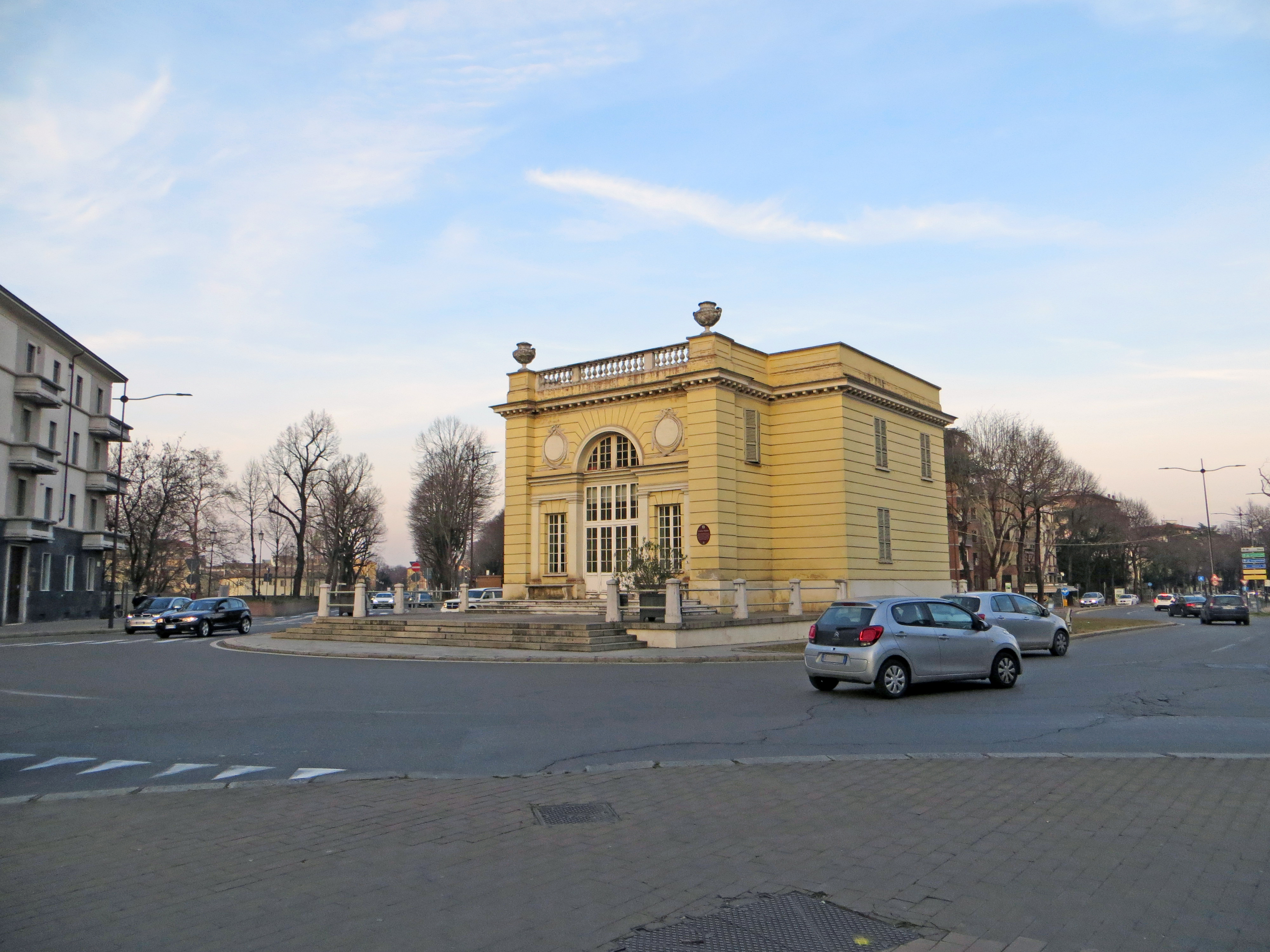
Facciata e lato sud

L'edificio, progettato fin dall'origine quale scenografico punto di fuga del grande viale, presenta le caratteristiche dell'armonia e simmetria tipiche dell'architettura neoclassica.
Di piccole dimensioni, il Casino ha un insolito tetto piano, concepito per poter godere della vista della campagna circostante. La facciata, preceduta ancor oggi da una corta scalinata, è ingentilita da una struttura simile ad una serliana, costituita da un grande portale d'ingresso fiancheggiato da due finestre laterali, sovrastate da medaglioni; sulla sommità è posta una balaustra ad eleganti colonnine, ai cui lati troneggiano due grandi vasi marmorei, realizzati dallo scultore Jean-Baptiste Boudard. La struttura, interamente intonacata a strisce orizzontali in rilievo, è tuttora colorata nelle gradazioni del giallo tipiche della città di Parma, ripristinate nei primi anni 2000 attraverso un meticoloso restauro. Sul retro è ancora presente un terrazzino, seppur oggi non più panoramico, unico elemento che ricorda che in origine il Casino era posto sulla sommità delle mura, abbattute agli inizi del XX secolo.
(Dal libro di viaggi Voyage d'un Français en Italie, fait dans les années 1765 et 1766, di Jérôme Lalande - 1769)